# Östra Eneby-mästaren
Östra Eneby-mästaren är ett anonymnamn på den mästare som är upphovsman till de romanska målningar som finns som knappt skönjbara som fragment i Östra Eneby kyrka.
Dekorationsmålningen dateras till 1100-talets mitt men förstördes redan på 1400-talet när kyrkans valv byggdes om. Resterna av målningarna blev sedan hårt åtgångna när ryska soldater satte kyrkan i brand 1719 och de resterande partierna blev nästan utplånade. När sedan långmurarnas fönster togs upp i mitten av 1700-talet blev ytterligare partier av målningarna skadade. 1100-talsinteriören har stått med öppen takstol och ovanför de senmedeltida valkuporna kan man konstatera att samtliga innermurar har varit dekorerade. Fragmenten består huvudsakligen av konturer till bårder, svaga antydningar av figurmåleri, nimber, skägg-, hår- och dräktpartier samt fragment av runskrift. På östmuren finns fragment av en geometriskt ordnad komposition av figurer, troligen de tolv apostlarna. Trots målningens fragmentariska tillstånd kan man se en likhet med de tidiga kordekorationerna i Kaga kyrka. Resterna av runskrift har medfört att några konsthistoriker ser likhetstecken med inskrifter på gravstenar vid några östgötska kyrkor och hällristningar i landskapet som bildar underlag för dateringen av målningarna till 1100-talets mitt.